# Adam Hrycaniuk
Adam Hrycaniuk, né le 15 mars 1984, à Myślibórz, en Pologne, est un joueur polonais de basket-ball. Il évolue au poste de pivot.